# Chhāra
Chhāra är en ort i Indien.   Den ligger i delstaten Haryana, i den norra delen av landet, 50 km väster om huvudstaden New Delhi. Chhāra ligger 227 meter över havet och antalet invånare är 15 920.
Terrängen runt Chhāra är mycket platt. Runt Chhāra är det tätbefolkat, med 735 invånare per kvadratkilometer. Närmaste större samhälle är Jhajjar, 11,5 km sydväst om Chhāra. Trakten runt Chhāra består till största delen av jordbruksmark.